# Painter (Virginie)
Pour les articles homonymes, voir Painter.
Painter est une municipalité américaine située dans le comté d'Accomack en Virginie.
Selon le recensement de 2010, Painter compte 229 habitants. La municipalité s'étend sur 0,64 mille carré (1,66 km2).
Painter se développe autour de la voie ferrée du New York, Pennsylvania and Norfolk Railroad qui traverse l'Eastern Shore de Virginie à partir des années 1880. Elle est nommée en l'honneur de l'un des dirigeants de cette société de chemin de fer.